# Hotel Paradies
Hotel Paradies ist eine von Wolfgang Rademann produzierte Familienserie für das ZDF und den ORF mit insgesamt 27 Folgen. Sie wurde vom 16. Januar 1990 bis zum 12. April 1990 zweimal wöchentlich jeweils dienstags und donnerstags um 17:50 Uhr ausgestrahlt. Die Folgen 1 und 2 wurden am 16. Januar 1990 als Pilotfilm ausgestrahlt. Die Drehbücher wurden von Herbert Lichtenfeld geschrieben. In den Folgen 1 bis 12 führte Claus-Peter Witt Regie, in den Folgen 13 bis 27 Michael Günther. Der Serienauftakt am 16. Januar 1990 brachte dem ZDF in der Primetime 17,82 Millionen Zuschauer. Damit gehört Hotel Paradies zu den erfolgreichsten Serien der deutschen TV-Geschichte. Die Serie war offenbar das Ergebnis einer Vereinbarung zwischen dem Produzenten Wolfgang Rademann und der Balearischen Landesregierung, die das Ziel verfolgte, über diese Serie der Insel Mallorca ein neues Image zu geben. Das Vorwort des damaligen Ministerpräsidenten der Balearen in dem von Grit Boettcher herausgegebenen Serien-Begleitbuch „Das neue Mallorca“ unterstreicht dies.

## Inhalt
Die Eheleute Max und Lisa Lindemann führen das Hotel Paradies, das überwiegend deutsche Urlauber beherbergt, erfolgreich als Familienbetrieb auf der spanischen Insel Mallorca. Die beiden Söhne – Frank, seit einem schweren Unfall im Meer querschnittsgelähmt, und Michael, ein Motorradfreak und Frauenschwarm – helfen ihren Eltern an der Rezeption und an der Strandbar. Auch Opa Lindemann, der das Hotel vorher geführt hatte, macht sich nützlich.
Veränderungen zeichnen sich in der Hotel-Familie ab, als der neue Hotel-Geschäftsführer Philip Jasny das Talent von Lisa beim Malen von Bildern entdeckt. Im Laufe der Serie stellt sich heraus, dass Lisa vor ihrer Zeit auf Mallorca an der Kunstakademie in Hamburg Malerei studiert hatte. Jasny gelingt es, über die Galeristin Gabriela und den Kunstsammler Lionel Horck, einige von Lisas Bilder zu verkaufen. Zusammen mit Lisas ehemaligem Professor Gregor Dellbrück, der unerwartet auf der Insel ankommt, arrangiert Horck erfolgreich eine Ausstellung für Lisas Bilder.
Für ständige Intrigen sorgt der Parkhotelbesitzer Agostino Kroll, der vor einiger Zeit das Hotel Paradies an Opa Lindemann wegen Geldmangel verkaufen musste. Inzwischen wohlhabend, will er das Prestigeobjekt um jeden Preis zurück. Er sabotiert den Hotelbetrieb seines Konkurrenten Max Lindemann bei jeder sich bietenden Gelegenheit, bis ausgerechnet seine Tochter Sarah und Michael Lindemann ein Liebespaar werden.
In der Serie wird auch die Geschichte von Klaus Feller erzählt. In einer finanziellen Notlage beging er in früherer Zeit einen Versicherungsbetrug. Er täuschte zusammen mit seiner damaligen Ehefrau Renate Feller seinen Tod vor und kassierte die auf ihn abgeschlossene Lebensversicherung. Daraufhin tauchte Klaus Feller unter. Unter dem Falschnamen Harald Kuhn und nach einer Gesichts-OP unterhält er jetzt auf Mallorca einen Autoverleih mit dazugehöriger Reparaturwerkstatt. Die Situation wird kritisch, als Ewald Stronk, ein ehemaliger Kunde, der von Kuhn finanziell betrogen worden war, im Hotel Paradies als Gast auftaucht. Stronk erkennt Kuhn an dessen Stimme und will ihn erpressen.
Um sich der Verfolgung zu entziehen, flüchtet Kuhn in die Berge zum Einsiedler Manfred, der Höhlenmensch genannt wird, weil er im Gebirge in einer Höhle lebt. Stronk nimmt mit einem von Kuhns Wagen die Verfolgung auf, stürzt jedoch mit diesem ab und verunglückt tödlich. Die Aufklärung wird zum nervenaufreibenden Geduldsspiel, weil Kommissar Ramirez Nachforschungen anstellt.
Verschärft wird die oben genannte Situation durch Jens Hartmann. Der fanatische Taucher und Renate Feller, die Exfrau von Harald Kuhn, werden ein Paar. Beide kommen immer wieder als Gäste ins Hotel Paradies, um nach einem in einem Schiffswrack versteckten Goldschatz zu suchen.
Nachdem er nach langer Zeit tatsächlich das Gold entdeckt, fehlt ihm zur Bergung jedoch das nötige Geld. Zunächst bittet er Renate um das Geld, die lehnt jedoch ab. Deshalb erpresst er ihren Exmann Harald Kuhn: Nachdem er von Renates Vergangenheit weiß, droht er sofort zur Versicherung zu gehen und Kuhn auffliegen zu lassen. Daraufhin setzt sich Kuhn mit seiner neuen Lebensgefährtin Isabel nach Rio de Janeiro in Brasilien ab und verkauft Max Lindemann seinen Autoverleih. Letztendlich gibt ihm Renate das Geld für die Bergung – ein Fehler wie sich herausstellt. Denn Hartmann kommt bei der Bergung der Goldbarren ums Leben und Renate Feller kommt zunächst in Untersuchungshaft. Im Laufe der Vernehmungen durch Kriminalkommissar Ramirez stellt sich heraus, dass Hartmann zugunsten von Renate eine Lebensversicherung abgeschlossen hatte. Renate Feller lernt den Unternehmer Jonas Rowalt kennen, der ihr mit Unterstützung seines Anwaltes hilft, aus der Untersuchungshaft entlassen zu werden.
Eine weitere Handlung befasst sich mit jungen Malerin Isolde, die Hotelier-Sohn Michael zufällig beim Training mit seiner Motorcross-Maschine in den Bergen trifft. Er bringt Isolde, die weder Geld noch Wohnung hat, zunächst im Hotel Paradies unter, bis sie von dem Kunstsammler Horck entdeckt wird, der sie fördert und in seine Villa einziehen lässt.
In jeder Folge gibt es außerdem noch jeweils ein bis zwei Zusatzgeschichten, in denen das Hotelpersonal durch neue Gäste auf Trab gehalten wird. Die zusätzlichen Rollen übernehmen meist hochkarätige Gaststars, die auch in anderen von Wolfgang Rademann produzierten Serien wie der Schwarzwaldklinik mitwirkten. Einige Gäste wirken über mehrere Folgen mit.
In der Schlussfolge 27 ziehen sich Max und Lisa Lindemann aus dem Hotelgeschäft zurück, Max hatte zuvor eine Villa als Alterssitz gekauft. Er verpachtet das Hotel Paradies an seinen ehemaligen Konkurrenten Agostino Kroll. Frank Lindemann und Philip Jasny sollen das Hotel führen. Michael Lindemann leitet die Autowerkstatt mit Autoverleih, die sein Vater von Harald Kuhn gekauft hatte.
Die letzte Szene der Serie zeigt Max und Lisa Lindemann auf der Terrasse der Villa stehend. Lisa Lindemann beendet die Serie mit dem Kommentar: „Die neuen Gäste sind gekommen, die alten Gäste fliegen ab!“

## Folgen
- Folge 01 (16. Januar 1990): Urlaub im Paradies, Teil 1
- Folge 02 (16. Januar 1990): Urlaub im Paradies, Teil 2 (Kein Grund zur Eifersucht)
- Folge 03 (18. Januar 1990): Alte Dame, leicht behindert
- Folge 04 (23. Januar 1990): Oma kommt
- Folge 05 (25. Januar 1990): Später Frühling
- Folge 06 (30. Januar 1990): Der Einsiedler
- Folge 07 (1. Februar 1990): Familienkrieg
- Folge 08 (6. Februar 1990): Besuch aus der Vergangenheit
- Folge 09 (8. Februar 1990): Alles nur Theater
- Folge 10 (13. Februar 1990): Wie du mir, so ich dir
- Folge 11 (15. Februar 1990): Der Paradiesvogel
- Folge 12 (20. Februar 1990): Unfallzeugen
- Folge 13 (22. Februar 1990): Wer war der Täter?
- Folge 14 (27. Februar 1990): Die Liebe eines Engels
- Folge 15 (1. März 1990): Blumen für Katinka
- Folge 16 (6. März 1990): Rosita kehrt heim
- Folge 17 (8. März 1990): Ein Bild verschwindet
- Folge 18 (13. März 1990): Neuer Lebensmut
- Folge 19 (15. März 1990): Der Schminkkoffer
- Folge 20 (20. März 1990): Zwei sind einer zuviel
- Folge 21 (22. März 1990): Gold
- Folge 22 (27. März 1990): Die Flucht
- Folge 23 (29. März 1990): Das Hochzeitsfoto
- Folge 24 (3. April 1990): Unter Mordverdacht
- Folge 25 (5. April 1990): Ehrlich währt am längsten
- Folge 26 (10. April 1990): Ein Haus für die Zukunft
- Folge 27 (12. April 1990): Abschied von Mallorca

## Drehorte
Die Serie wurde an vielen verschiedenen Drehorten auf der Baleareninsel Mallorca gedreht. Ein Großteil der Aufnahmen fand jedoch an der Westküste und im Südwesten Mallorcas statt. In der Inselhauptstadt Palma wurde für verschiedene Folgen gedreht. Fast alle Innenaufnahmen wurden in einem Studio in Deutschland produziert. Die folgenden Ausführungen informieren über die zentralen Drehorte der Serie.
Hotel Es Molí
Das in der Serie gezeigte Hotel ist in Wirklichkeit das Hotel Es Molí. Das Hotel liegt an der Westküste Mallorcas an der Panoramastraße Ma-10, von Valldemossa kommend am Ortseingang der malerischen Ortschaft Deià, das auch als Künstlerdorf bekannt ist. Wer das auch heute noch betriebene 4-Sterne-Hotel mit dem charakteristischen langen Pool besucht, wird das in der Serie präsentierte „Hotel Paradies“ sofort wiedererkennen. Allerdings war das Es Molí nur Drehort für die Außenaufnahmen, denn der normale Hotelbetrieb lief während der bereits 1987 begonnenen Dreharbeiten normal weiter. So wurden der Garten, der Hotelpool, die Zufahrt und Vorfahrt, der Treppenaufgang und der Eingang (real ist es ein Seiteneingang) als Drehorte genutzt, nicht aber das Innere des Hotels. In der Serie wird nur der hintere rechte Teil des Hotels gezeigt. Der eigentliche Hauptteil des Hotels mit dem regulären Eingang wird in der Serie komplett ausgeblendet. Nur Folge 12 bildet eine Ausnahme. Das Ehepaar Stronk fährt auf der Suche nach Harald Kuhn zu drei verschiedenen Hotels und fragt, ob Kuhn dort Gast sei. Bei einem der von Stronk angefahrenen Hotels wird der Hauptteil und der reguläre Haupteingang des Hotels Es Molí gezeigt. Die Hotelzimmer wurden im Studio nachgebaut. Vorbild waren die Zimmer im Hotel La Residencia.
Hotel La Residencia
Im ebenfalls in Deià gelegenen Hotel La Residencia wurden die Aufnahmen für den in der Serie gezeigten Frühstücksinnenhof gedreht.
Castillo Hotel Son Vida
Das im Westen der Inselhauptstadt Palma gelegene Luxus-Hotel befindet sich direkt am Golfplatz Son Vida und diente als Kulisse für das in der Serie gezeigte Parkhotel Kroll.
Grand Hotel Son Net
Das 5-Sterne-Hotel in Puigpunyent im UNESCO-Welterbe Serra de Tramuntana war ein weiterer Drehort und wurde u. a. genutzt für eine Szene in Folge 3, in der sich Max Lindemann und Bankchef Ortega bei dessen Wohnhaus treffen, um ein Kreditproblem zu lösen. Genutzt wurde die Liegenschaft auch als Drehort für die von Kunstsammler Horck bewohnte Villa in den Folgen 19 und 20 sowie die dort arrangierte Ausstellung von Isoldes Bildern in Folge 23, bei der es zu einem Eklat kommt, weil Isoldes Freund – der Ziegenhirte Alonso – einen Journalisten aus Eifersucht niedersticht. Das Hotel war auch Drehort einer weiteren deutschen TV-Produktion. Im sechsten und letzten Teil des von Dieter Wedel produzierten Mehrteilers „Die Affäre Semmeling“, der im Jahr 2002 im ZDF ausgestrahlt wurde, gibt es eine Szene, die am Pool dieses Hotels gedreht wurde.
Finca-Hotel Can Paulino
Die Liegenschaft des heutigen Finca-Hotels Can Paulino, die westlich von der Stadt Llucmajor liegt, wurde als Drehort für die Autowerkstatt von Harald Kuhn (Klaus Feller) genutzt. Das Hauptgebäude, das in der Serie als Büro und Wohnhaus gezeigt wurde, existiert noch heute.
Hotel Villa Italia
Die Terrasse dieses Hotels in Port Andratx war Drehort für die Eingangssequenz jeder Folge (mit Blick auf den Hafen von Port Andratx). Zudem wurde die Terrasse auch als Drehort für die Szene beim Essen von Katinka Neumann und Dr. Andreas Helm verwendet (Folge 17).
Villa in Camp de Mar
Im zwischen Port Andratx und Paguera im Südwesten gelegenen Küstenort Camp de Mar wurde ein Anwesen als Drehort für den späteren Alterssitz von Max und Lisa Lindemann in Szene gesetzt. Das Anwesen befindet sich offensichtlich in Privatbesitz und ist gegenüber den damaligen Aufnahmen fast unverändert. Die Szene in der Folge 9, in der Ewald Stronk seine Frau über seine Planungen informiert, wurde nicht weit entfernt auf der Verbindungsstraße zwischen Camp de Mar und Port Andratx gedreht.
Bucht von Cala Figuera
Die Y-förmige Bucht von Cala Figuera im Südosten Mallorcas (in der Nähe der besonders bei Deutschen sehr beliebten Stadt Santanyi) diente als Kulisse für das ankommende Hotelschiff, mit dem die Hotelgäste zum Hotel gebracht wurden. Für die Serie fanden dort noch weitere Aufnahmen statt. Der Schiffsanleger ist auch heute noch vorhanden.
Bucht von Camp de Mar (Cala Blanca)
In dieser Bucht wurden zahlreiche Bootsszenen gedreht. Die Bucht dient als Fundort und auch als Versteck des Goldschatzes. An diesem nur schwer zugänglichen Strandabschnitt wurden auch die Szenen mit Renate Feller und dem angelnden Jonas Rowalt gedreht, nachdem Jens Hartmann beim Versteck des Goldschatzes ums Leben gekommen war.
Strandabschnitt westlich Puerto Portals
Weil es in Deiá überhaupt keinen Sandstrand gibt, musste das Produktionsteam eine Alternative suchen. Da öffentliche Strände sich mit Dreharbeiten nicht vertragen hätten, musste ein nicht-zugänglicher Strand gefunden werden. An einem zu einem Privathaus gehörenden kleinen Strandabschnitt im Südwesten Mallorcas, direkt an den Tennisplatz beim Luxushafen Puerto Portals angrenzend, wurde man fündig. Dort wurden alle Aufnahmen für den in der Serie gezeigten Hotel-Strand gedreht.
Cala de Illetes
In der Bucht bei Illetes, direkt an Palma angrenzend, wurden die Strandaufnahmen gedreht, in denen Michael Lindemann in Folge 3 auf Ines (Nichte von Bankchef Ortega) und in Folge 6 auf Sarah Kroll trifft.
Plateau oberhalb von Cala Sant Vicenc
Auf einem Plateau oberhalb der Bucht Cala Sant Vincenc im äußersten Nordwesten Mallorcas in der Nähe von Port de Pollenca wurde für mehrere Folgen gedreht, wie die gefährlich Fototour von Hotelgast Schmundt in Folge 6, die Auseinandersetzung zwischen Krolls Mitarbeiter Bob und Sarah Kroll bzw. Michael Lindemann und die anschließende Suche von Max Lindemann und seinem Vater sowie Agostino Kroll und dessen Mitarbeiter Bob in Folge 7 und schließlich der Absturz des Ehepaars Stronk in Folge 12. 
Küstenabschnitt zwischen Deià und Valldemossa
In mehreren Folgen sind Szenen enthalten, die zwischen Deià und Valldemossa aufgenommen worden sind. Die romantische Szene in Folge 4, bei der die Hotelgäste Jürgen und Marie den Sonnenuntergang mit Blick auf das Meer genießen, wurde am Kloster Ermita de la Trinitat aufgenommen, das etwas oberhalb der Ma-10 nur wenige Minuten entfernt von Valldemossa liegt. Exakt diese Perspektive ist auch beim 2019 erschienenen Film „Familie Wöhler auf Mallorca“ zu sehen, der ebenfalls eine bei diesem Kloster gedrehte Szene enthält.
Ganz in der Nähe, nur vier Kilometer entfernt, wurde die Szene in Folge 14 mit Katinka Neumann und Dr. Andreas Helm aufgenommen, mit Blick auf das Meer und den sogenannten Lochfelsen Sa Foradada. 
Puerto Portals
In diesem Luxus-Hafen im Südwesten Mallorcas, der Mitte der 1980er Jahre von einer deutschen Unternehmer-Familie errichtet worden ist, wurden verschiedene Szenen mit Max Lindemann, Agostino Kroll, Harald Kuhn, Renate Feller, Michael Lindemann und Sarah Kroll gedreht.
Port d’Andratx
Das mondäne, im Südwesten Mallorcas gelegene Hafenstädtchen ist besonders bekannt für die zahlreichen Prominenten, die dort eine Immobilie erworben haben. Vor allem in den Sommermonaten sind in den dortigen Cafés und Restaurants regelmäßig Prominente zu treffen. In Port d’Andratx wurden verschiedene Szenen in einem Café und am Hafen gedreht. Die örtlichen Kirche Nuestra Señora del Carmen war zudem Drehort für die Hochzeit von Tommy und Anna (Folge 23).
Port de Sóller
Der an der Westküste gelegene malerische Hafenort wurde mehrfach als Drehort genutzt. Mehrere Szenen mit Max Lindemann und Agostino Kroll in einem Café (Folgen 16 und 26) und eine Szene mit Katinka Neumann und Andreas Helm in einem Restaurant (Folge 15) wurden dort gedreht. Port de Sóller und die Stadt Sóller sind mit einer historischen Straßenbahn verbunden, eine Touristenattraktion, wie auch die historische Eisenbahn, die von Palma nach Sóller führt. Damit erfolgte auch die Bahnfahrt in der Final-Folge 27 (statt Einweihungsparty für den Alterssitz der Lindemanns). Der sogenannte „Rote Blitz“ oder „Orangen-Express“, der auch in Folge 1 kurz eingeblendet wird, verbindet seit 1912 die Inselhauptstadt Palma mit der Stadt Sóller.
Valldemossa
Das Bergdorf Valldemossa liegt im UNESCO-Welterbe Serra de Tramuntana und ist nach der Kathedrale in Palma einer der bekanntesten touristischen Sehenswürdigkeiten der Insel und zieht Jahr für Jahr zahlreiche Touristen an. Valldemossa verdankt seine Bekanntheit dem ehemaligen Kartäuserkloster und vor allem dem berühmten polnischen Komponisten Frédéric Chopin und der französischen Schriftstellerin George Sand, die beide den Winter 1838/1839 in Valldemossa verbrachten. Gedreht wurden dort verschiedene Szenen für die Folgen 5, 14 und 26 sowie für Folge 1, in der verschiedene Sehenswürdigkeiten Mallorcas zusammen präsentiert werden.

## Gastrollen
in mindestens 3 Folgen:
- Karin Frey als Gertrud Stronk
- Ilona Grübel als Evelyn
- Maria Ketikidou als Ines
- Daniela Lohmeyer als Natalie Reizenhein
- Isabel Navarro als Zimmermädchen Carmen
- Caterina Valente als Rosita Kroll
- Irina Wanka als Katinka Neumann
- Alexandra Wilcke als Anna
- Robert Atzorn als Jonas Rowalt
- Roberto Blanco als er selbst
- Christian Brückner als Kommissar Ramirez
- Fernando Gómez als Mauricio Ortega
- Bob Hirsch als Tommy
- Chris Howland als Butler George
- Diether Krebs als Ewald Stronk
- Walo Lüönd als Hotelkoch José
- Lutz Mackensy als Axel Gerloff
- Alexander May als Einsiedler Manfred
- Hans-Christoph Schödel als Bob
- Karl-Heinz Vosgerau als Dr. Andreas Helm

in weniger als 3 Folgen:
- Julia Biedermann als Dania
- Kornelia Boje als Waltraud Kannegießer
- Heidi Brühl als Monika Manziano / Frau Findeisen
- Gisela Fritsch als Ida Mörsch
- Ramona Leiß als Karin Büchner
- Claudia Rieschel als Eva
- Brigitte Rokohl als Lucy Wandowski
- Rotraud Schindler als Marianne Merz
- Katja Woywood als Bea
- Gerd Baltus als Lutz Wandowski
- Klaus Barner als Alfred Kannegießer
- Edgar Bessen als Kommissar Brest
- Viktoria Brams als Cornelia
- Volker Brandt als Ulrich Merz
- Gaspar Cano als Hirtenjunge Alonso
- Alfons Haider als Kunstkritiker Berry
- Klaus Herm als Egon Mörsch
- Georg Marischka als Direktor Horst Zapf
- Horst Naumann als Hendrik Melchert
- Christoph Schobesberger als Fred Schulz
- Eike Hagen Schweikhardt als Torsten Kannegießer
- Peter Seum als Herr Flau

## Trivia
- Interessant ist, dass in der Serie nie der Ort Deià als Standort des Hotels erwähnt wird. Lediglich indirekt erfährt man, dass das Hotel in Deià ist.
- Vor allem die Folgen 1, 14, 15 und 27, in denen zahlreiche Sehenswürdigkeiten Mallorcas gezeigt werden, wirken wie ein Tourismus-Video. Dass weder der Ballermann noch die „Hotelburgen“ an der Ostküste oder das insbesondere von britischen Touristen frequentierte Magaluf im Südwesten der Insel gezeigt werden, ist kein Zufall. In der Serie sollte nur das schöne Mallorca bzw. das neue Mallorca präsentiert werden.
- Die Dreharbeiten begannen bereits im Sommer 1987 auf Mallorca.[8] Daneben wurden Innenaufnahmen auch im Studio in Berlin gedreht.[9]
- Der Hotelbetrieb im „Es Moli“ ging während der Dreharbeiten ganz normal weiter, wodurch auch viele reale Hotelgäste in einer Komparsen- oder Statistenrolle bei der Serie mitwirkten.[10]
- In den insgesamt 27 Folgen erfährt man nicht, welchen Vornamen Opa Lindemann hat.